# Leon Kantelberg
Leon Kantelberg (nacido el 15 de julio de 1978) es un exfutbolista antillano neerlandés, se desempeñaba en el terreno de juego como mediocampista y su último equipo como profesional fue el FC Eindhoven.

## Trayectoria
| Club                | País         | Año       |
| ------------------- | ------------ | --------- |
| Helmond Sport       | Países Bajos | 1997-1998 |
| FC Utrecht          | Países Bajos | 1998-1999 |
| FC Groningen        | Países Bajos | 1999-2000 |
| Helmond Sport       | Países Bajos | 2000-2003 |
| Stormvogels Telstar | Países Bajos | 2003-2005 |
| VVV-Venlo           | Países Bajos | 2005-2009 |
| FC Eindhoven        | Países Bajos | 2009-2012 |

## Carrera internacional
Kantelberg disputó las eliminatorias con la selección de Antillas Neerlandesas rumbo a la Copa Mundial de Fútbol de 2006 y la Copa Mundial de Fútbol de 2010 obteniendo un total de 4 apariciones.